# Petter Alm
Petter Alm, född 27 oktober 1858 i Norsjö, död 17 november 1917 i Luleå var en svensk hemmansägare och amatörorgelbyggare. Petter Alm var bror till orgelbyggaren Nils Oskar Alm.

## Biografi
Alm föddes i Bastjujärn i Norsjö socken och var son till bonden Pehr Johan Jacobsson och Anna Lisa Lindström. Alm byggde många hemorglar i Norsjö socken som ännu är bevarade och utförde ombyggnation och reparationer på orglar.

## Lista över orglar
- Överkalix kyrka 1867 (tillsammans med Nils Oskar Alm).
- Glommerträsks kyrka 1878 (tillsammans med Nils Oskar Alm).
- Stensele kyrka 1886 (tillsammans med Nils Oskar Alm).
- Glommerträsks kyrka 1905 (ombyggd).
- Lövångers kyrka 1907 (ombyggd).
- Örträsks kyrka 1909.